# Otvoreni radio
Otvoreni radio je privatna hrvatska radio stanica sa sedištem u Zagrebu. Radio je počeo da emituje program 24. decembra 1997. godine.

## Ukratko
Radio stanica ima dozvolu za emitovanje na teritoriji cele Hrvatske. Radio takodje emituje program putem interneta i satelita Eutalsat 16A za područje Evrope, Azije i Blitskog Istoka. Programska koncepcija radija je uglavnom strana muzika. Stanica je jedna od najslušanijih u Hrvatskoj. Otvoreni radio emituje program sa preko 40 različitih frekvencija širom Hrvatske. Stanica ima dosta dobru pokrivenost i u susednim državama Bosni i Hercegovini, Srbiji (Vojvodina), Crnoj Gori, Sloveniji i Madjarskoj.

## Spoljašnje veze
- Facebook profil Otvorenog radija
- Otvoreni radio
- Otvoreni radio na 104.4 fm u Somboru